# 領西貒
領西貒為西貒科的一種哺乳動物，棲息於北美洲、中美洲及南美洲。
領西貒的中文俗名包括「貒豬」或「臭鼬豬」；外型与豬科也十分類似，同属于猪形亚目。

## 描述

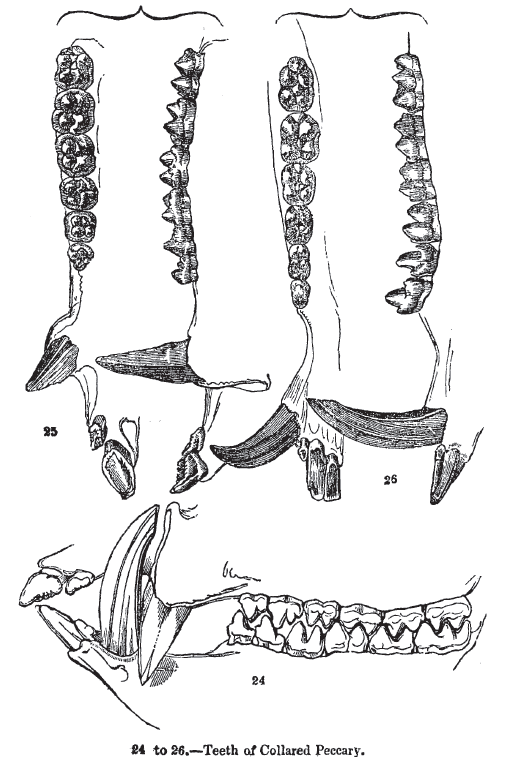
領西貒的齒式，由奈特繪製，收錄於《描繪自然歷史（Sketches in Natural History）》

領西貒的肩高為510—610（20—24英寸），體長為1.0—1.5米（3英尺3英寸—4英尺11英寸），體重為16、27（35、60磅），齒式為 2.1.3.33.1.3.3。領西貒的身體粗壯，四肢細瘦，具有朝向地面的小獠牙，尾巴則多半隱沒於粗毛之中。

## 棲息與分布地
領西貒廣泛分布於熱帶及亞熱帶地區的美洲，範圍包括北美洲的美國西南部至南美洲的阿根廷北部。於2017年，領西貒被重新引進回了烏拉圭，在這之前，烏拉圭的領西貒已於100年滅絕。西印度群島中，千里達島是唯一具有原生領西貒族群存在的島嶼，現在於托巴哥島也開始有族群棲息，但受到人類過度開發的影響，數量十分稀少。領西貒的棲息生態系包括荒漠和干燥疏灌丛、熱帶亞熱帶草地、稀樹草原和疏灌叢、泛濫草地和稀樹草原與旱生阔叶林。牠們也棲息於有人類居住的地區，包括都市以及農田地區，並以農作物或園藝植物為食。具代表性的近郊領西貒族群包括棲息於亞利桑那州鳳凰城都會區及斯科茨代爾的群體。

## 食性
領西貒以仙人掌、牧豆樹豆、水果、根、塊莖與塊根、棕櫚科果實、草、無脊椎動物及小型脊椎動物。在有人類居住的地區，領西貒也會以農作物及園藝植物為食，例如鬱金香的鱗莖。

## 行為
領西貒為晝行性的群居動物，群體數量可達50頭，平均為6至9頭，晚上時於樹根下的地穴、洞穴或木頭底下睡覺。然而，棲息於亞利桑那州中部的領西貒卻是於夜晚較為活躍，而非白晝。
領西貒多半會忽視人類，但受到威脅時仍會透過獠牙進行自我防衛。牠們也能透過釋放強烈的氣味及尖銳的叫聲發出警告。

## 圖庫

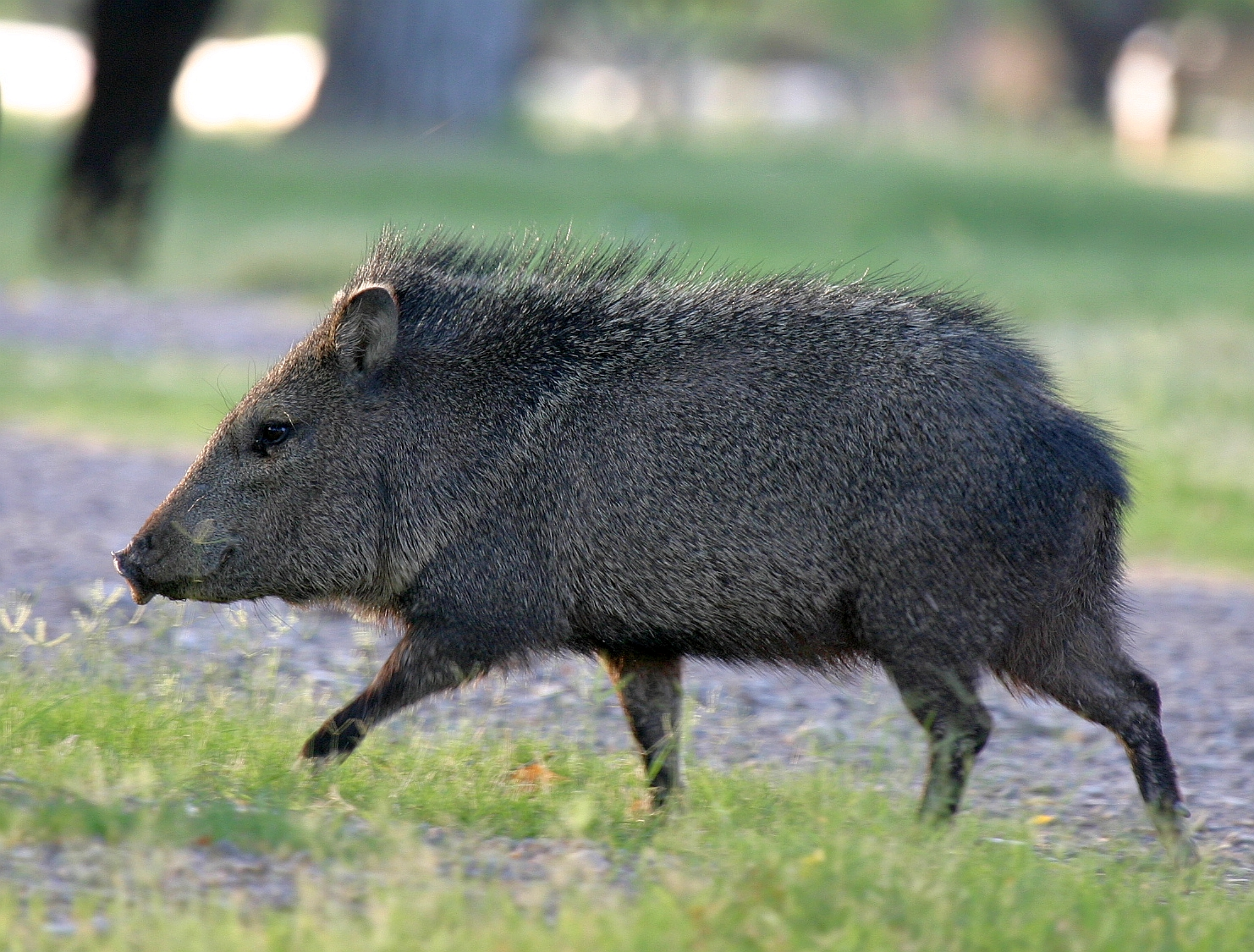
由亞利桑那州斯科茨代爾的定置攝影機所拍攝到的領西貒族群
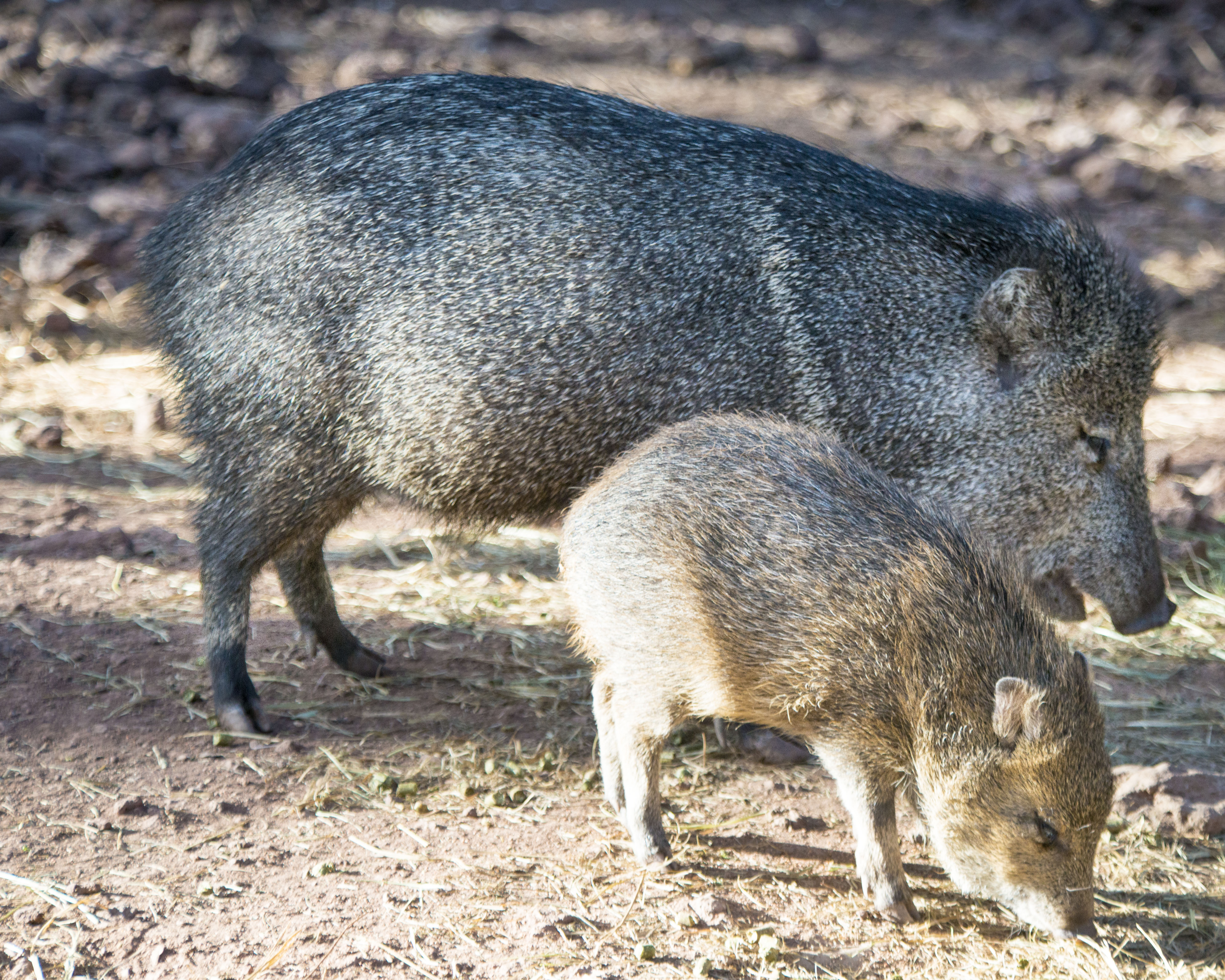
奔跑中的領西貒
- 領西貒母子對
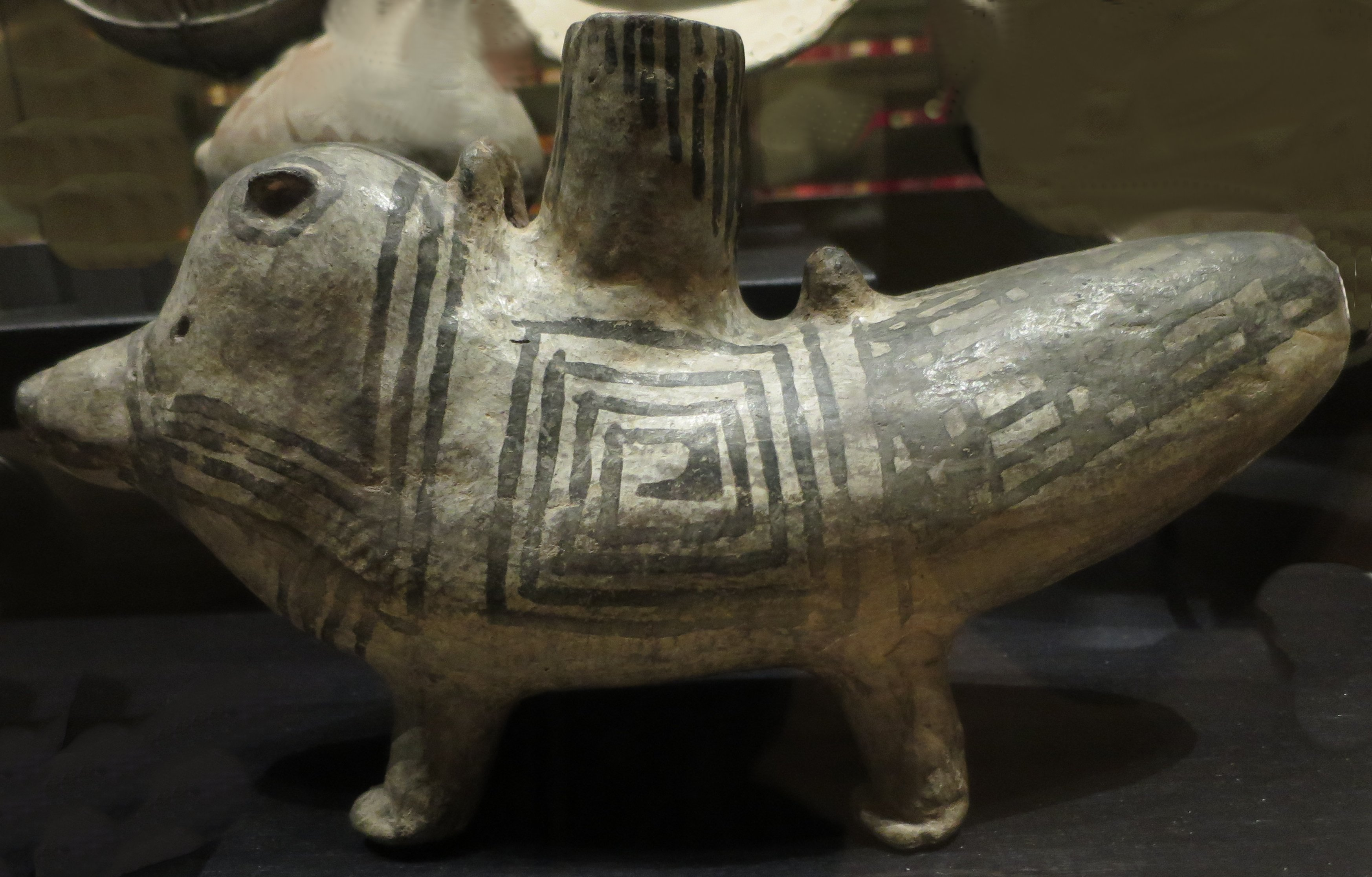
普韋布洛飲水杯

## 外部連結
- Smithsonian Institution - North American Mammals: Pecari tajacu （页面存档备份，存于）（英文）
- Smithsonian Wild: Pecari tajacu （页面存档备份，存于）（英文）
- Arizona Game and Fish Department – Living With Javelina（英文）